# Impis
Impi é o termo em língua zulu para um homem armado. Contudo é usado frequentemente para designar um regimento ou corpo de exército, que em zulu é ibutho.
Os primeiros impis foram formados pelo rei Shaka, que tinha observado esta prática durante o seu exílio no clã dos mtétuas, quando lutou no exército do rei Dingiswayo na guerra mtétua-anduandué, no início de 1810.

## Equipamento
Os impis usavam um sistema de uniforme caraterizado por escudos de proteção. Usavam uma pequena lança chamada azagaia.